# Герои Шипки
«Герои Шипки» — советско-болгарский фильм 1954 года, посвящённый событиям русско-турецкой войны 1877—1878 годов и освобождению болгар от османского ига.
Приз за лучшую режиссуру на Каннском кинофестивале 1955 года.

## Описание
1870-е годы XIX в. Балканский полуостров под пятой Османской империи. После кровавого подавления Апрельского восстания в Болгарии в 1876 году среди передовой части русской интеллигенции проходит широкая волна возмущений.
Санкт-Петербург. На митинге горячо выступают студент — будущий писатель Гаршин и старый врач-хирург Пирогов. Жестокость, с которой было подавлено восстание в Герцеговине (1875) и Апрельское восстание в Болгарии, вызвала сочувствие к положению христиан Османской империи в Европе и особенно в России. Царское правительство в 1877 году объявляет Турции войну. Война велась Россией за свободу православных славян от турецкого владычества (расширение территории независимой Сербии, создание независимой Болгарии). Собственных приобретений Россия не планировала, за исключением территорий, утерянных ею в результате Крымской войны. В разыгравшейся войне сталкиваются интересы ряда государств: Англии нужны проливы, Германия и Австрия ждут ослабления будущего противника в лице России.
Русская армия с боем форсирует Дунай и продвигается вглубь болгарской территории. В фильме с большим размахом показаны важнейшие события русско-турецкой войны 1877—1878 годов: форсирование Дуная у Зимницы, Оборона Шипки, третий штурм Плевны, сражение при Шейново. Показано множество исторических персонажей: военные, дипломаты, общественные деятели. Руководство боевыми действиями показано с господствующей в советской истории точки зрения противостояния передовых военных деятелей России (таковыми показаны военный министр Милютин, генералы Скобелев, Гурко, Столетов, Радецкий, Тотлебен, Драгомиров) против бездарного высшего руководства (главнокомандующий великий князь Николай Николаевич, генералы Непокойчицкий и Лечицкий, а также лично царь Александр II). Большое внимание уделено совместной борьбе русских и болгарских солдат.
Фильм имеет черты батально-исторического фильма-эпопеи. Фильм снимался в Болгарии на местах реальных исторических событий и в те же времена года, когда они происходили, что придаёт массовым съёмкам ещё большую достоверность. В съёмках было задействовано несколько тысяч солдат и офицеров из советских и болгарских войск.

## В ролях
- Русские солдаты:
  - Иван Переверзев — Каторгин
  - Виктор Авдюшко — Степан Ознобишин
  - Георгий Юматов — Сашко Козырь
  - Константин Сорокин — Макар Лизюта
  - Анатолий Алексеев — Тимофей

- Болгарские ополченцы:
  - Петко Карлуковский — Боримечка
  - Апостол Карамитев — Петко
  - Стефан Пейчев — Панайот
  - Н.Генов — Митко
  - Евгения Божинова — Бояна
  - Катя Чукова — Ионка

- Русские генералы:
  - Сергей Папов — Иосиф Владимирович Гурко
  - Евгений Самойлов — Михаил Дмитриевич Скобелев
  - Александр Киреев — Фёдор Фёдорович Радецкий
  - Георгий Громов — Михаил Иванович Драгомиров
  - Вольдемар Чобур — Николай Григорьевич Столетов
  - Александр Смирнов — Александр Петрович Струков
  - Атанас Христов — Эдуард Иванович Тотлебен
  - Евгений Деммени — Николай Иванович Святополк-Мирский
  - Михаил Трояновский — Артур Адамович Непокойчицкий
  - Эдгар Гаррик — Казимир Васильевич Левицкий
  - Иван Кононенко-Козельский — император Александр II
  - Алексей Савостьянов — главнокомандующий великий князь Николай Николаевич
  - Николай Массалитинов — министр иностранных дел Александр Михайлович Горчаков
  - Сергей Курилов — военный министр Дмитрий Алексеевич Милютин

- Русские офицеры:
  - Александр Холодков — майор Александр Яковлевич Ляпунов
  - Константин Старостин — майор Фёдор Матвеевич Горталов
  - Ганчо Ганчев — Даниил Григорьевич Дукмасов

- В других ролях:
  - Василий Леонов — художник-баталист Василий Васильевич Верещагин
  - Дако Даковский — султан Абдул Хамид
  - Константин Кисимов — Сулейман-паша
  - Енчо Тагаров — Осман-паша
  - Георгий Стаматов — Вессель-паша

- В эпизодах:
  - Константин Скоробогатов — хирург Николай Иванович Пирогов
  - Николай Симонов — Отто фон Бисмарк
  - Василий Софронов — генерал-фельдмаршал Хельмут Карл Бернхард Мольтке-Старший
  - Борис Ганчев — ?
  - Аспарух Темелков — ?
  - Бруно Фрейндлих — граф Дьюла Андраши
  - Владимир Гайдаров — лорд Солсбери
  - Фёдор Никитин — лорд Дерби
  - Андрей Чапразов — военный корреспондент
  - Иван Тонев — ?
  - Владимир Таскин — Бенджамин Дизраэли
  - Орест Евлахов (в титрах указан С.Евлахов) — ?
  - Степан Крылов — русский солдат-барабанщик

- В титрах не указаны:
  - Валентина Куинджи — Ольга Николаевна Скобелева, мать Скобелева
  - Георгий Тусузов — лакей графа Андраши
  - Николай Мичурин — старый сенатор
  - Елена Грановская — дама при дворе (в сцене проводов на вокзале)
  - Николай Корн — австрийский министр Виче
  - Елена Юнгер — великая княгиня Александра Петровна, супруга великого князя Николая Николаевича
  - Игорь Михайлов — петербургский студент, приветствовавший на митинге выступление доктора Пирогова
  - Анатолий Павлов — петербургский студент, будущий писатель Всеволод Гаршин, горячо выступивший на митинге до Пирогова
  - Лили Попиванова - дама

## Съёмочная группа
- Автор сценария: Аркадий Первенцев
- Режиссёр-постановщик: Сергей Васильев
- Оператор-постановщик: Михаил Кириллов
- Операторы: А. Завьялов, Ю. Разумов, И. Шекерджирский
- Художники: М. Богданов, Г. А. Мясников, Г. Попов
- Композиторы: Н. Н. Крюков, Филип Кутев
- Монтаж: Е. П. Баженова